# Площадь Николы Шубича Зринского
Площадь Миклоша Зриньи, Площадь Николы Шубича Зринского (хорв. Trg Nikole Šubića Zrinskog, популярное народное название Зриневац / Zrinjevac) — площадь и парк в столице Хорватии городе Загребе. Названа в честь полководца XVI века Миклоша Зриньи.
Площадь расположена в центральной части Загреба в Нижнем городе (Дони град), вблизи центральной площади бана Елачича, на полпути к главному железнодорожному вокзалу. Это часть так называемой «Зеленой подковы» (хорв. Zelena potkova или Ленуцева подкова хорв. Lenucijeva potkova), состоящей из семи площадей в загребском Нижнем городе. Размер площади — 12 540 м ².
В южной части Зриневаца установлены бюсты выдающихся деятелей и выходцев из хорватского народа : Ю. Кловио, А. Мельдолла, Ф. К. Франкопан, Н. Юришича, И. Кукулевича-Сакцинского и Ивана Мажуранича.
В середине парка расположен Музыкальный павильон (хорв. Glazbeni paviljon), построенный в 1891 году.
В домах вокруг Зриневаца находится ряд важных учреждений:
- с северной стороны — Верховный суд Хорватии;
- с западной стороны — Загребский археологический музей;
- с южной стороны — Хорватская академия наук и искусств;
- с восточной стороны — Министерство иностранных дел и европейской интеграции Республики Хорватии и Загребский городской суд.